# Pidorus glaucopis
Pidorus glaucopis là một loài bướm đêm thuộc họ Zygaenidae. Nó được tìm thấy ở Nepal, miền bắc Ấn Độ, bán đảo Đông Dương, the Malay Peninsula, Hàn Quốc and Nhật Bản.

## Hình ảnh

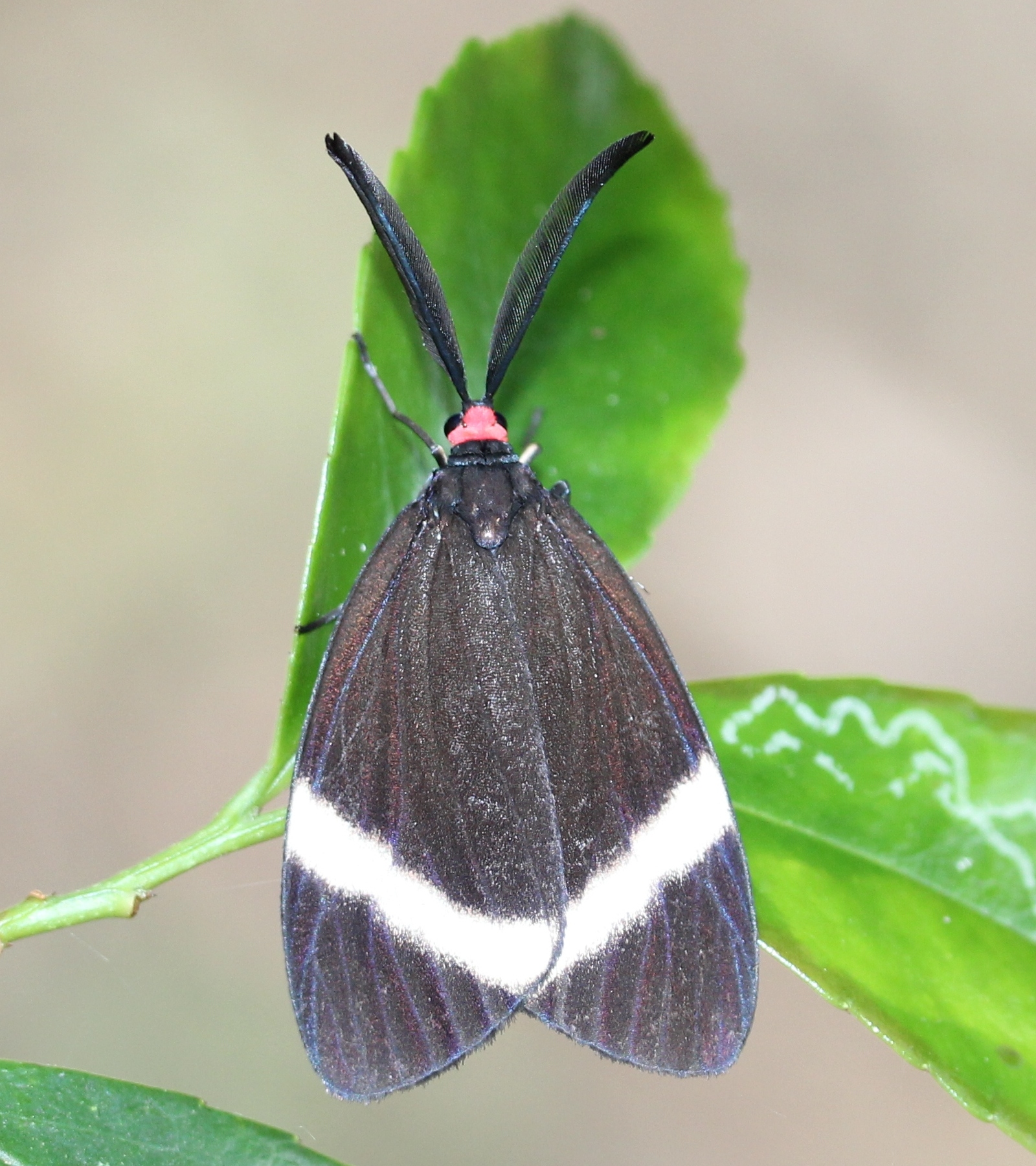
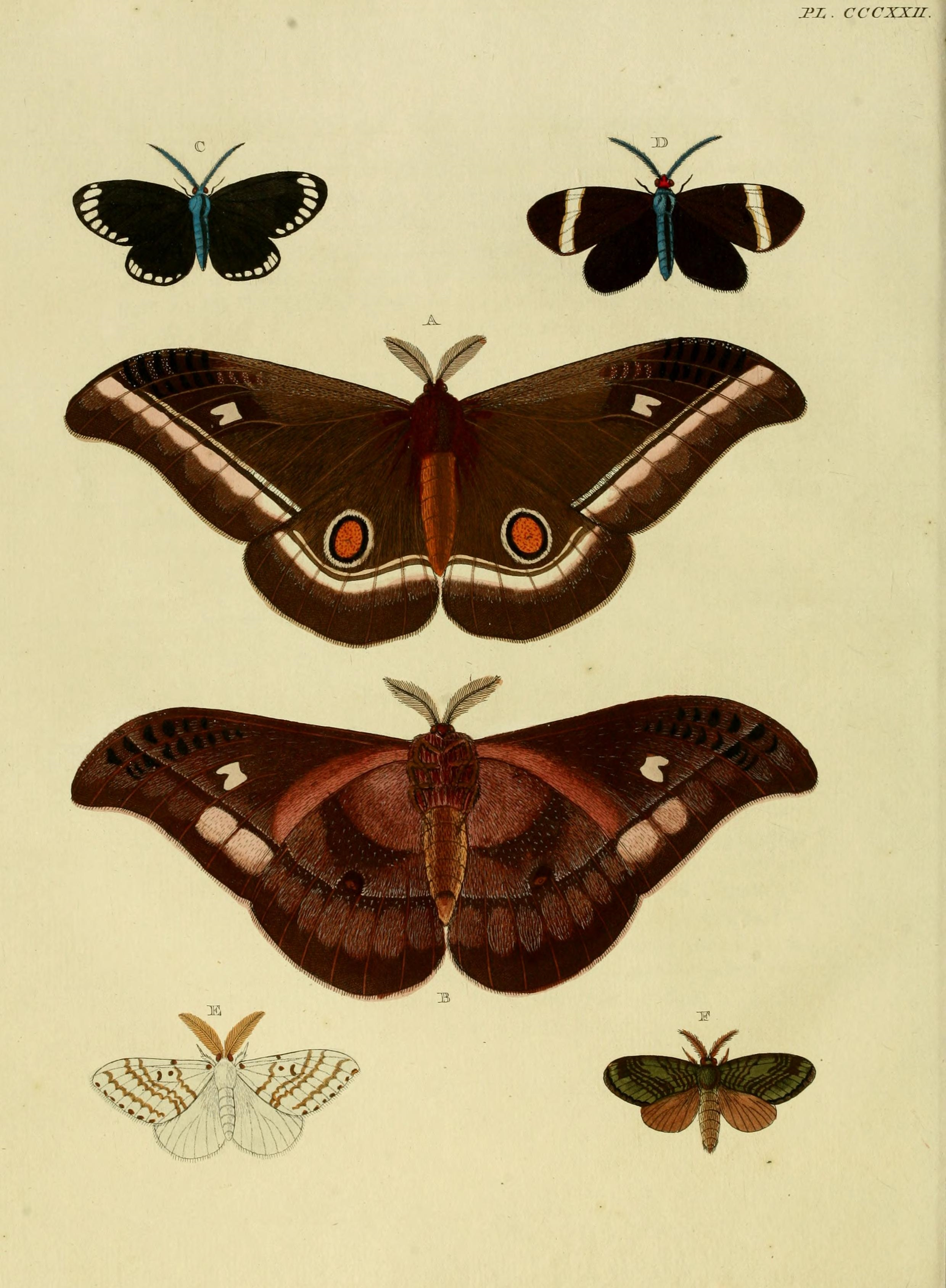
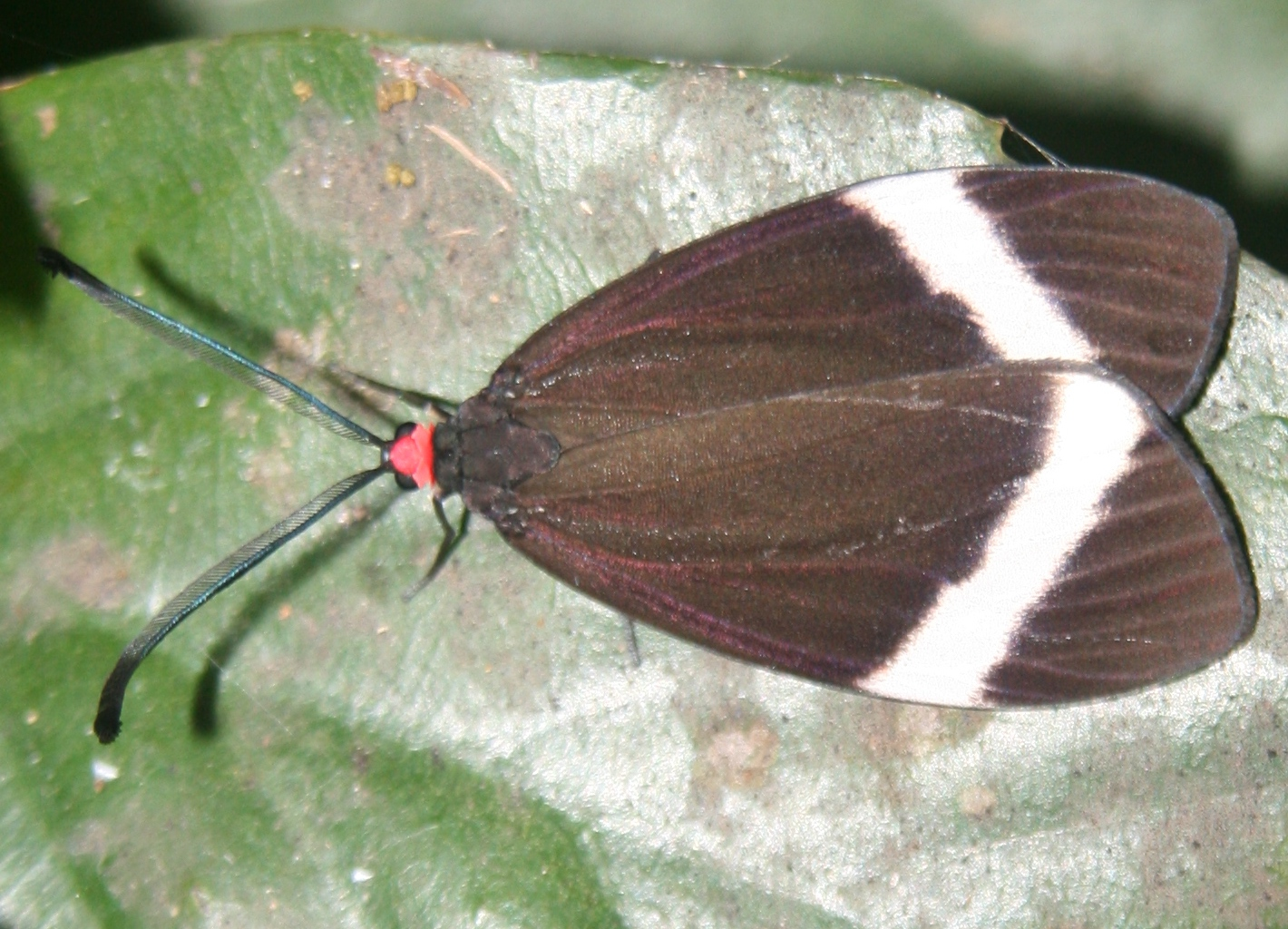